# Saint-Gervais-la-Forêt

Saint-Gervais-la-Forêt este o comună în departamentul Loir-et-Cher, Franța. În 1 ianuarie 2022 avea o populație de 3.184 de locuitori.